# Nóż w wodzie
Nóż w wodzie (en España, El cuchillo en el agua; en Argentina, El cuchillo bajo el agua) es una película dramática polaca de 1962 dirigida por Roman Polanski y con Leon Niemczyk, Jolanta Umecka y Zygmunt Malanowicz en los papeles principales.
Fue candidata al Premio Oscar en el año 1964 en la categoría Óscar a la mejor película de habla no inglesa, y también al Premio BAFTA en la categoría BAFTA a la mejor película de habla no inglesa.

## Sinopsis
Una pareja de buena situación económica viaja en su automóvil un fin de semana, en dirección al lago donde abordarán el velero de su propiedad. En el camino se tropiezan con un muchacho, y el marido, un maduro periodista, decide llevarlo con ellos. Una vez en el muelle lo invita a navegar en el velero. Comienza entonces una sutil rivalidad entre ambos, y también una naciente tensión sexual entre el muchacho y la joven esposa, que termina en una pelea a bordo, cayendo el muchacho al agua y desapareciendo. Después de buscarlo y no encontrarlo, se desata una pelea entre la pareja, y el marido decide escapar de la situación lanzándose al agua y nadando de regreso al muelle. Entonces aparece el muchacho, que se había ocultado tras una boya, y regresa al velero. Al encontrarse solos, se desata la pasión entre ambos. Más tarde, la esposa regresa sola al muelle, donde la espera su esposo, y le cuenta que el muchacho había regresado al velero, y que habían hecho el amor. El marido queda estupefacto e incrédulo, incapaz de aceptar lo que su esposa le cuenta.

## Comentarios
Se trata del primer largometraje de Polanski,
Esta película posibilitó el viaje al Reino Unido del cineasta, filmando allí su primer largometraje en inglés, Repulsión (1965).